# دان فريدمان
دان فريدمان (بالإنجليزية: Dan Friedman) هو مصمم جرافيك أمريكي، ولد في 1945 في كليفلاند في الولايات المتحدة، وتوفي في 1995.